# Цинков фосфат
Цинковият фосфат – Zn3(PO4)2.4Н2О има син цвят, разтваря се в разредени киселини и образува Zn(H2PO4)2. Карбонатите се отделят като основни соли, например - ZnCO3.2Zn(OH)2.H2O. Останалите соли на цинка са много разтворими. Те кристализират като хидрати, например ZnSO4.7H2O, Zn(NO3)2.6H2O и др. В разтвор те се хидролизират и често се отделят като основни соли. Особено силно се хидролизира ацетатът.
Цинковият фосфат е известен под името „Черната отрова“.
Той няма вкус, има лека миризма на чесън. В миналото препаратът се е използвал в борбата с гризачите. Отровата е смъртоносна и за хората в доза от 5 грама.
Ако дете я пипне и си оближе ръката, то може да се отрови.
От 2008 година е забранена в целия Европейски съюз. Ако се съхранява на сухо, веществото запазва смъртоносните си качества с десетилетия.